# Canalibotys linealis
Canalibotys linealis là một loài bướm đêm trong họ Crambidae.